# Квідич крізь віки
«Кві́дич крізь віки́» (англ. Quidditch Through the Ages) — вигадана книга, описана в серії романів британської письменниці Джоан Ролінґ про Гаррі Поттера та реальна книга того ж автора. Реальна книга є копією вигаданої, що знаходиться в бібліотеці Гоґвортсу.

## Вигадана книга
У романах про Гаррі Поттера автором цієї книги є Кенилворті Висп, відомий експерт із квідичу.
У книзі описується історія квідичу, а також ранніх ігор та основі мітли. Гаррі Поттеру подобається ця книга. Коли Северус Снейп піймав Гаррі з цією книгою в романі Гаррі Поттер і філософський камінь, він на ходу придумав правило, що забороняє читання книг за межами Гоґвортсу.

## Реальна книга
Реальну книгу 2001 року написала Джоан Кетлін Ролінґ, хоча на обкладинці було вказано ім'я Кенилворті Висп. Доходи від продажу тиражу спрямовані на благодійність.